# 마인즈

마인즈(Minds)는 오픈 소스 및 분산형 소셜 네트워크이다. 사용자는 마인즈를 사용하여 돈이나 암호 화폐를 얻을 수 있으며 토큰을 사용하여 게시물을 홍보하거나 다른 사용자를 크라우드 펀딩할 수 있다. 마인즈는 주류 소셜 미디어 네트워크보다 개인 정보 보호에 중점을 둔 것으로 설명되었다. 뉴욕타임스, 엔가젯 및 바이스(Vice)의 저자들은 소셜 미디어 전반의 추세에 따라 플랫폼의 극우 사용자 및 콘텐츠의 양에 주목했다. 마인즈는 언론의 자유에 중점을 두고 플랫폼의 콘텐츠를 최소한으로 조정한다고 설명한다. 창립자들은 민사 담론을 통해 게시하는 사람들을 탈급진화하려는 욕구 때문에 사이트에서 극단주의 콘텐츠를 제거하지 않는다고 말했다.